# Paciornica brusznicowa
Paciornica brusznicowa (Monilinia urnula (Weinm.) Whetzel) – gatunek grzybów z rodziny twardnicowatych (Sclerotiniaceae). Występuje w Europie i Azji, w tym także w Polsce. Rozwija się na owocach borówki brusznicy (Vaccinium vitis-idaea).

## Systematyka i nazewnictwo
Pozycja w klasyfikacji według Index Fungorum: Monilinia, Sclerotiniaceae, Helotiales, Leotiomycetidae, Leotiomycetes, Pezizomycotina, Ascomycota, Fungi.
Po raz pierwszy opisał go w 1832 r. Johann Anton Weinmann, nadając mu nazwę Peziza urnula. Obecną, uznaną przez Index Fungorum nazwę, nadał mu Herbert Hice Whetzel w 1945 r. Później zaliczano go do rodzajów Ciboria, Monilia, Sclerotinia, Stromatinia. Ma 7 synonimów.
Polska nazwa występuje w pracy M.A. Chmiel.

## Morfologia i rozwój
Owocnik
Jesienią na porażonych owocach tworzy czerwonawo-brązowe pseudosklerocja, ale kształt owocu nie ulega przy tym zmianie. Późną wiosną (od końca maja do początku czerwca), na zeszłorocznych, zmumifikowanych owocach powstają osadzone na trzonie owocniki typu apotecjum (miseczka). Owocniki mają średnicę 5–8 mm i są ochrowobrązowe, początkowo niemal kuliste, potem miseczkowate. Trzon jest cienki, o wysokości do 50 mm, czarnobrązowy. U jego nasady widoczne są pęczki grubościennych ryzoidów. Zazwyczaj na jednym owocu tworzy się tylko jedno apotecjum.
Cechy mikroskopowe
Hymenium jasnobrązowe, worki cylindryczne, 8-zarodnikowe, o wymiarach 152,8–166,3 μm (średnia 162,1 μm) × 9,7–10,9 μm (średnio 10,3 μm). Askospory szkliste, elipsoidalne, 11,4–15 μm (średnia 13 μm) × 5–6,5 μm (średnio 5,8 μm). Parafizy nitkowate z przegrodą u podstawy. Makrokonidia tworzą się wczesnym latem (od czerwca do początku lipca) jako biały nalot na wypukłej, górnej stronie młodych pędów i na dolnej powierzchni liści, szczególnie wzdłuż nerwów środkowych. Mają cytrynkowaty kształt, są szkliste o wymiarach 25,6–41,4 μm (średnio 31,13 μm) × 15,5–27,5 μm (średnio 20,7 μm). Dojrzałe makrokonidia są oddzielone od siebie wrzecionowatymi strukturami, które biorą udział w ich rozprzestrzenianiu. Struktury te po raz pierwszy opisał w 1888 r. Woronin u M. urnula, a później okazało się, że są one u wszystkich gatunków należących do grupy Disjunctoriae. U M. urnula są widoczne i solidne. Mają wymiary 4,4 × 2 μm gdy znajdują się między makrokonidiami i 9,4 × 2 μm po uwolnieniu.
Hodowla
Kolonie na PDA i YEMEA rosły wolno; w temperaturze 25 °C przerosły szalkę Petriego o średnicy 90 mm w ciągu 21 dni. Grzybnia była biało-beżowa na odwrocie, luźna, ale miejscami gęsta. Czarne podkładki były głęboko w niej zanurzone i powstawały w starzejących się koloniach. Makrokonidia nie rozwijały się, ale licznie tworzyły się mikrokonidia, zwłaszcza w dojrzałych koloniach. Były kuliste, szkliste, o szerokości 2–3 μm. Mikrokonidia tworzą się u wielu gatunków rodzaju Monilinia. Powstają na makrokonidiach, askosporach i strzępkach wegetatywnych, bezpośrednio, lub na kolbowatych fialidach.